# Pseudotomentella mucidula
Pseudotomentella mucidula är en svampart som först beskrevs av Petter Adolf Karsten, och fick sitt nu gällande namn av Svrcek 1958. Pseudotomentella mucidula ingår i släktet Pseudotomentella och familjen Thelephoraceae.  Arten är reproducerande i Sverige. Inga underarter finns listade i Catalogue of Life.